# Delfín SC
Delfín Sporting Club – ekwadorski klub piłkarski z siedzibą w mieście Manta.

## Historia
Klub założony został w marcu 1989 roku. Jako zwycięzca drugiego etapu Serie B Delfín awansował w 1989 roku do pierwszej ligi, gdzie jeszcze w tym samym roku zagrał w drugim etapie mistrzostw Ekwadoru. Debiut w I lidze nie był udany, gdyż klub przegrał 2 lipca na wyjeździe z Aucas 0:3. Pierwszy mecz w I lidze na własnym boisku Delfín 9 lipca wygrał 2:1 z klubem Macará. Ostatecznie w swym debiutanckim sezonie klub zajął 3. miejsce w grupie (na 6 drużyn). Przez następne sezony Delfín należał do przeciętnych pierwszoligowców. W roku 1995 po słabym występie klub znalazł się w gronie sześciu drużyn walczących o utrzymanie się w I lidze w turnieju Liguilla de no descenso. Delfín zajął ostatnie miejsce i spadł do drugiej ligi. W roku 2000 klub był drugi w drugiej lidze, dzięki czemu po pięciu latach przerwy wrócił do pierwszej ligi. Powrót był bardzo którkotrwały, gdyż klub zajął 9. miejsce (przedostatnie) i z powrotem spadł do Serie B, w której gra do dziś.

### Piłkarze w historii klubu
- Pedro Varela (król strzelców ligi ekwadorskiej w 1991 roku – 24 bramki)

## Osiągnięcia

### Krajowe
- Serie A

| zwycięstwo (0):     | –    |
| drugie miejsce (1): | 2017 |